# 蒙古国总统
蒙古國總統（羅馬化：Mongol Ulsyn Yerönkhiilögch）是蒙古國的最高國家元首，每届任期6年，不得連任。由於蒙古國施行議會制，故其主要行使國家禮儀的角色。蒙古人民共和国也曾有副總統一職，在1992年憲法成立後廢除，拉德那苏木贝尔勒·贡其格道尔吉是蒙古歷史上唯一一任副總統。

## 歷史
1924年11月26日，蒙古人民共和国成立，最高国家权力机构为国家大呼拉尔，大呼拉尔的常设机构为国家小呼拉尔，国家元首为国家小呼拉尔主席团主席。1949年2月，在第九次大呼拉尔会议上，将大呼拉尔定名为大人民呼拉尔，小呼拉尔改为大人民呼拉尔主席团，国家元首为大人民呼拉尔主席团主席。1990年9月3日，蒙古人民共和国設置總統做為國家元首，並在1992年2月12日隨著蘇联在1991年年底解体，蒙古人民共和国宣佈解散並更名蒙古国，延續其國家元首的功能。任期4年，由国民直接选举。
2021年蒙古國大呼拉爾新修订的蒙古国宪法规定，总统任期为6年，不得连任、不得重复参选。50周岁以上、在蒙古国连续居住5年以上的蒙古国籍公民具有参选总统资格。

## 職權
- 任命总理候选人（象征性的，因为候选人已经由众议院投票选出）
- 国家法律变更的否决权。
- 批准司法任命。
- 任命蒙古最高法院院长。
- 主持国家安全会议。
- 同时担任蒙古军队总司令[3]。
- 任命州总检察长，该总检察长必须由立法院投票选出并接受。
- 决定政府的主要行动方针。

## 歷任國家元首
此處同時收錄蒙古人民共和国時期的國家元首。

### 蒙古人民共和国（1924-1992）
| #                                   | 姓名                              | 肖像                              | 生卒年                            | 就職日期                          | 離職日期                          | 政黨                              |
| 國家大呼拉爾主席（1924）            |                                   |                                   |                                   |                                   |                                   |                                   |
| 1                                   | 那班道尔吉·扎丹巴                 |                                   | 1900–1939                         | 1924年11月28日                    | 1924年11月29日                    | 蒙古人民黨                        |
| 國家小呼拉爾主席團主席（1924–1951） |                                   |                                   |                                   |                                   |                                   |                                   |
| 2                                   | 博勒吉德·根登                     |                                   | 1892–1937                         | 1924年11月29日                    | 1927年11月15日                    | 蒙古人民革命黨                    |
| 3                                   | 姜仓·达木丁苏伦                   |                                   | 1898–1938                         | 1927年11月16日                    | 1929年1月23日                     | 蒙古人民革命黨                    |
| 4                                   | 霍爾洛·喬巴山                     |                                   | 1895–1952                         | 1929年1月24日                     | 1930年4月27日                     | 蒙古人民革命黨                    |
| 5                                   | 羅索爾·拉甘                       |                                   | 1887–1940                         | 1930年4月27日                     | 1932年7月2日                      | 蒙古人民革命黨                    |
| 6                                   | 阿南德·阿玛尔                     |                                   | 1886–1941                         | 1932年7月2日                      | 1936年3月22日                     | 蒙古人民革命黨                    |
| 7                                   | 丹斯兰比勒格·道格松               |                                   | 1884–1941                         | 1936年3月22日                     | 1939年7月9日                      | 蒙古人民革命黨                    |
| -                                   | 空缺（1939年7月9日-1940年7月6日） | 空缺（1939年7月9日-1940年7月6日） | 空缺（1939年7月9日-1940年7月6日） | 空缺（1939年7月9日-1940年7月6日） | 空缺（1939年7月9日-1940年7月6日） | 空缺（1939年7月9日-1940年7月6日） |
| 8                                   | 冈奇金·布曼增迪                   |                                   | 1881–1953                         | 1940年7月6日                      | 1951年7月6日                      | 蒙古人民革命黨                    |
| 國家大呼拉爾主席團主席（1951-1960） |                                   |                                   |                                   |                                   |                                   |                                   |
| （8）                               | 冈奇金·布曼增迪                   |                                   | 1881–1953                         | 1951年7月6日                      | 1953年9月23日                     | 蒙古人民革命黨                    |
| —                                   | 苏赫巴托尔·彦吉玛 代理            |                                   | 1893–1963                         | 1953年9月23日                     | 1954年7月7日                      | 蒙古人民革命黨                    |
| 9                                   | 扎木斯朗·桑布                     |                                   | 1895–1972                         | 1954年7月7日                      | 1960年7月7日                      | 蒙古人民革命黨                    |
| 大人民呼拉爾主席團主席（1960-1990） |                                   |                                   |                                   |                                   |                                   |                                   |
| （9）                               | 扎木斯朗·桑布                     |                                   | 1895–1972                         | 1960年7月7日                      | 1972年5月20日                     | 蒙古人民革命黨                    |
| —                                   | 查干拉木·杜格尔苏伦 代理          |                                   | 1914-1986                         | 1972年5月20日                     | 1972年6月29日                     | 蒙古人民革命黨                    |
| —                                   | 索诺曼·鲁布桑 代理                |                                   | 1912–1994                         | 1972年6月29日                     | 1974年6月11日                     | 蒙古人民革命黨                    |
| 10                                  | 尤睦佳·泽登巴尔                   |                                   | 1916–1991                         | 1974年6月11日                     | 1984年8月23日                     | 蒙古人民革命黨                    |
| —                                   | 尼亚木·扎格瓦拉尔 代理            |                                   | 1919–1987                         | 1984年8月23日                     | 1984年12月12日                    | 蒙古人民革命黨                    |
| 11                                  | 姜巴·巴特蒙赫                     |                                   | 1926-1997                         | 1984年12月12日                    | 1990年3月21日                     | 蒙古人民革命黨                    |
| 12                                  | 彭萨勒玛·奥其尔巴特               |                                   | 1942-2025                         | 1990年3月21日                     | 1990年9月3日                      | 蒙古人民革命黨                    |
| 人民共和國總統（1990-1992）         |                                   |                                   |                                   |                                   |                                   |                                   |
| 12                                  | 彭萨勒玛·奥其尔巴特               |                                   | 1942-2025                         | 1990年9月3日                      | 1992年2月12日                     | 蒙古人民革命黨                    |

### 蒙古国（1992年—）
| #             | 姓名                  | 肖像         | 生卒年    | 就職日期      | 離職日期       | 政黨           |
| 總統（1992-） |                       |              |           |               |                |                |
| 1             | 彭萨勒玛·奥其尔巴特   |              | 1942-2025 | 1992年2月12日 | 1993年6月6日   | 蒙古人民革命党 |
| （1）         |                       | 1993年6月6日 | 1942-2025 | 1997年6月20日 | 蒙古社会民主党 |                |
| 2             | 那楚克·巴嘎班迪       |              | 1950–     | 1997年6月20日 | 2005年6月24日  | 蒙古人民革命党 |
| 3             | 那木巴尔·恩赫巴亚尔   |              | 1958–     | 2005年6月24日 | 2009年6月18日  | 蒙古人民革命党 |
| 4             | 查希亚·额勒贝格道尔吉 |              | 1963–     | 2009年6月18日 | 2017年7月10日  | 民主党         |
| 5             | 哈勒特马·巴特图勒嘎   |              | 1963–     | 2017年7月10日 | 2021年7月10日  | 民主党         |
| 6             | 乌赫那·呼日勒苏赫     |              | 1968–     | 2021年7月10日 | 现任           | 蒙古人民黨     |

## 在世前任國家元首
截至2025年6月，共有4位前任國家元首在世：
| 姓名                  | 任期                         | 出生日期      |
| --------------------- | ---------------------------- | ------------- |
| 那楚克·巴嘎班迪       | 1997年6月20日－2005年6月24日 | 1950年4月22日 |
| 那木巴尔·恩赫巴亚尔   | 2005年6月24日－2009年6月23日 | 1958年6月1日  |
| 查希亚·额勒贝格道尔吉 | 2009年6月18日－2017年7月10日 | 1963年3月30日 |
| 哈勒特马·巴特图勒嘎   | 2017年7月10日－2021年6月25日 | 1963年3月3日  |

最近一位去世的前任国家元首是彭萨勒玛·奥其尔巴特，他于2025年1月17日去世，享年82岁。

## 外部連結
- 官方主页 （页面存档备份，存于）